# 1580 Betulia
Az 1580 Betulia (ideiglenes jelöléssel 1950 KA) egy földközeli kisbolygó. Ernest Leonard Johnson fedezte fel 1950. május 22-én, Johannesburgban.